# Mount Morris (wieś)
Mount Morris – wieś w Stanach Zjednoczonych, w stanie Nowy Jork, w hrabstwie Livingston.